# Бужи
Бужи (фр. Bougy) насеље је и општина у северној Француској у региону Доња Нормандија, у департману Калвадос која припада префектури Кан.
По подацима из 2006. године у општини је живело 438 становника, а густина насељености је износила 145 становника/km². Општина се простире на површини од 3,03 km². Налази се на средњој надморској висини од 90 метара (максималној 117 m, а минималној 50 m).

## Демографија
| 1962. | 1968. | 1975. | 1982. | 1990. | 1999. | 2011. |
| ----- | ----- | ----- | ----- | ----- | ----- | ----- |
| 124   | 115   | 120   | 148   | 256   | 256   | 450   |

График промене броја становника у току последњих година